# Land Budissin

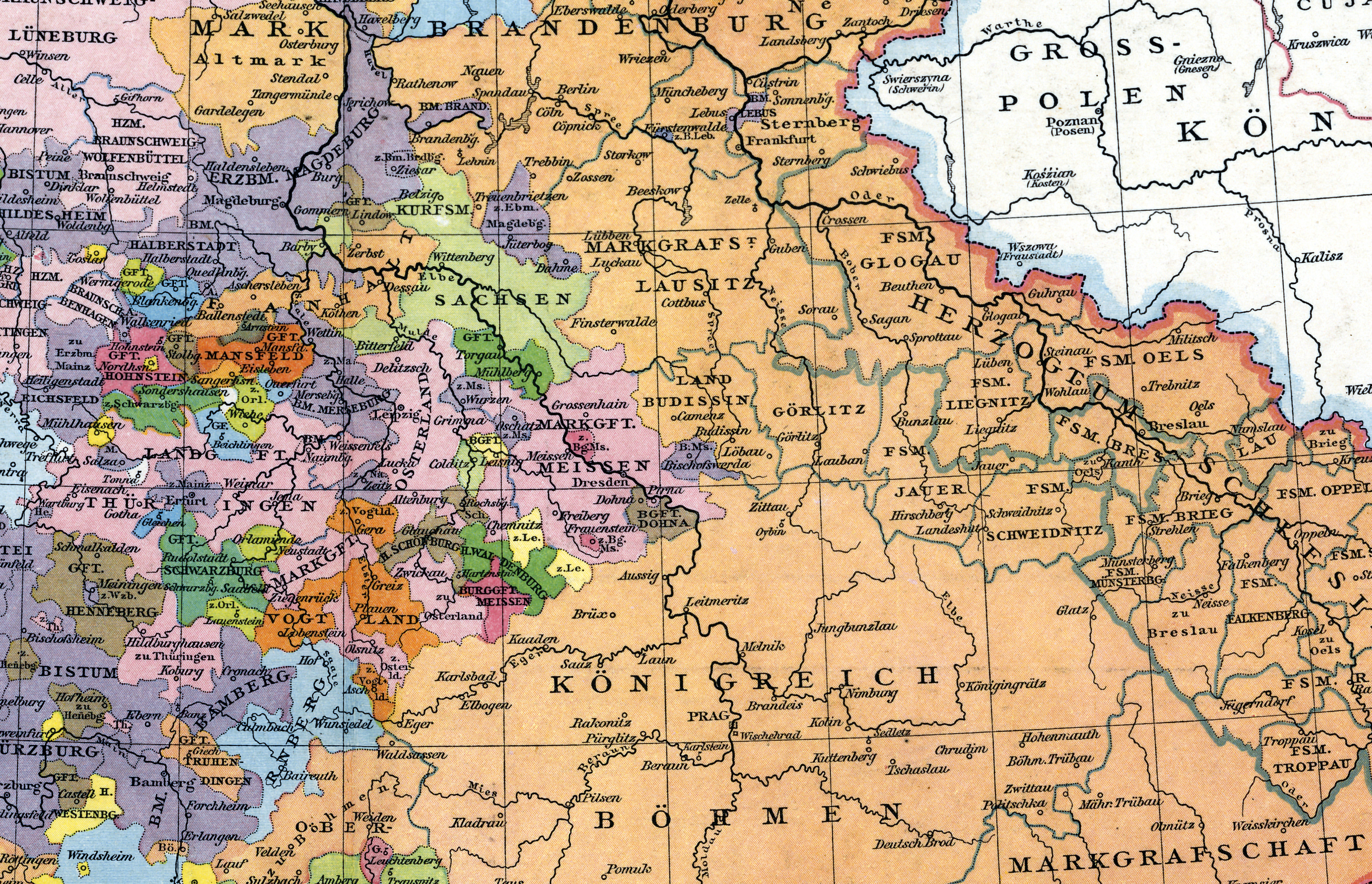
Die spätere Oberlausitz, damals Land Bautzen genannt, aus dem 1268 das Görlitzer Land abgespalten wurde

Land Budissin war von 13. bis zum 15. Jahrhundert die Bezeichnung der Oberlausitz. Der Name leitete sich von der Hauptstadt Bautzen ab, die noch bis 1868 den offiziellen Namen Budissin trug. Noch bis 13. Jahrhundert war das Milzenerland verwendet.
Synonym zu Land Budissin wurde die Oberlausitz ab Mitte des 14. Jahrhunderts auch Sechsstädteland oder kurz Sechslande genannt. Dies hing mit der herausragenden Bedeutung des Oberlausitzer Sechsstädtebunds zusammen.
Wegen verschiedener Landesteilungen der Oberlausitz im 13. und 14. Jahrhundert wurde seit dieser Zeit der Name Budissin mehr und mehr auf die Westhälfte des Landes beschränkt, während der Osten Land Görlitz hieß. Auch nach der Wiedervereinigung des Landes waren der Budissinische und der Görlitzer Kreis weiterhin Verwaltungseinheiten der Oberlausitz mit jeweils eigenen Amtshauptleuten und ständischen Partikularversammlungen.